# Кулябівська сільська рада
| Кулябівська сільська рада — колишній орган місцевого самоврядування у Яготинському районі Київської області з адміністративним центром у с. Кулябівка. Історична дата утворення: в 1919 році. Водоймища на території, підпорядкованій даній раді: річка Київська Балка. Сільській раді були підпорядковані населені пункти: - с. Кулябівка - с. Тужилів - с. Шевченкове |

## Склад ради
Рада складалася з 12 депутатів та голови.

### Керівний склад ради
| ПІБ                          | Основні відомості                                                         | Дата обрання | Дата звільнення |
| ---------------------------- | ------------------------------------------------------------------------- | ------------ | --------------- |
| Опришко Іван Васильович      | Сільський голова, 1958 року народження, освіта, безпартійний              | 26.03.2006   | 31.10.2010      |
| Костина Володимир Вікторович | Сільський голова, 1967 року народження, освіта вища, член Партії регіонів | 31.10.2010   |                 |

Примітка: таблиця складена за даними джерела